# Pleiotaxis macrophylla
Pleiotaxis macrophylla là một loài thực vật có hoa trong họ Cúc. Loài này được Muschl. ex S.Moore miêu tả khoa học đầu tiên.